# Carduus moritzii
Carduus moritzii là một loài thực vật có hoa trong họ Cúc. Loài này được Brügger mô tả khoa học đầu tiên năm 1880.